# Sabra (Algèria)
Sabra és una població de la província de Tlemcen a Algèria a 31 km de la ciutat de Tlemcen, a 22 de Maghnia i a 20 de la frontera marroquina. El 2007 tenia una població d'uns 35.000 habitants. És capital del districte de Sabra un dels 2o districtes de la província. Anteriorment va portar el nom de Turenne.